# Gỏi nhệch
Gỏi nhệch là món gỏi được chế biến từ cá nhệch, được coi là đặc sản tại các vùng ven vịnh Bắc Bộ của Việt Nam thuộc thành phố Hải Phòng và các tỉnh Thái Bình, Nam Định, Ninh Bình, Thanh Hóa.

## Chế biến
Cá nhệch được xát muối, có thể dùng tro, lá tre, lá lúa hay lá nhái, rửa sạch cho hết chất nhờn, sau đó được cắt tiết rồi mổ. Thịt nhệch được cắt thành từng miếng nhỏ, lau khô bằng giấy bản rồi bóp thính gạo cùng một số loại gia vị.
Cùng với những biến tấu trong cách chế biến thì các loại rau ăn kèm cũng như nước chấm gỏi sẽ tạo hương vị riêng cho gỏi nhệch ở mỗi miền quê. Trong khi ở Hải Phòng, Thái Bình, Nam Định, gỏi nhệch được gói trong bánh đa nem và sử dụng nước chấm dạng lỏng thì tại Ninh Bình và Thanh Hóa, gỏi nhệch được đặt trực tiếp trên lá sung gói thành hình phễu, chấm với nước chẻo, được làm từ xương nhệch xay hoặc giã nhỏ, sau đó bóp với mẻ rồi nấu lên . Chẻo khá đặc, màu vàng sẫm, vị béo và mùi thơm đặc trưng.
Món gỏi nhệch có vị hơi đắng, bùi, ngọt và thơm.

## Gỏi nhệch Tràng Cát
Gỏi nhệch Tràng Cát, Hải Phòng sử dụng dấm bỗng chua đã nêm các vị cay, mặn, ngọt; ăn kèm lá mơ, sắn thuyền, lá bứa, đinh lăng, mùi ta, các loại húng, khế chua, chuối xanh... Các loại rau gia vị này cho vào miếng bánh đa nem, cuộn thêm với một gắp gỏi nhệch trộn riềng và gia vị, cuốn lại cho chặt rồi chấm vào bát bỗng .
Gỏi cá nhệch Tràng Cát cùng với gỏi cá mè (Bắc Giang) và gỏi cá trích Phú Quốc (Kiên Giang) là ba món gỏi cá được Tổ chức Kỷ lục Việt Nam (Vietkings) đã công bố trong danh sách Top 5 đặc sản gỏi nổi tiếng Việt Nam .

## Gỏi nhệch Thái Thụy
Tại Thái Thụy, Thái Bình, nhệch được làm sạch bằng tro và lá nhái, sau đó mổ bụng vứt ruột, bỏ đầu đuôi. Thân nhệch được cắt ra nhiều đoạn; mỗi đoạn dài từ 2 cm đến 3 cm, được cắt ra làm nhiều khúc nhỏ nhưng không đứt hẳn, sau đó lấy khăn sạch thấm nước và cho vào bát, rắc mì chính, ớt khô, riềng giã nhỏ, thính gạo nếp và để đến khi "dậy mùi".
Nước dùng được chế biến từ quả chay luộc hay cà chua và nêm đường. Các loại rau gia vị gồm lá chanh, lá sung, rau húng, tía tô...

## Gỏi nhệch Giao Thủy
Tại Giao Thủy, Nam Định, người ta dùng tro bếp phủ lên mình nhệch để hút nhờn, hay lấy lá tre hóp tuốt sạch chất nhờn rồi ngâm trong nước muối hay nước vôi trong.... Sau khi làm sạch nhệch, người ta mổ nhệch, bỏ ruột, lấy mật đem hoà cùng với rượu trắng (để uống cùng với gỏi nhệch) và lọc tách thịt khỏi xương. Thịt nhệch sau khi lọc được thấm khô, thái nhỏ dọc thớ với độ dài khoảng 3 cm, ướp cùng với các gia vị như riềng giã nhỏ, nước nghệ tươi, hạt nêm, muối, mắm tôm, sả, ớt... sau đó trộn cùng với thính gạo rang.
Nước chấm gỏi nhệch Giao Thủy được gọi là dấm. Xương nhệch và phần đầu, đuôi cá nhệch được băm nhỏ, nấu cùng bỗng mẻ cùng với hành, ớt, muối, đường để làm nước chấm. Gỏi nhệch ăn kèm với lá sung, lá đinh lăng, vọng cách, lá mơ lông, khế, sung, ớt; rau thơm có thể nguyên lá hoặc thái nhỏ và trộn lẫn với nhau. Khi ăn thì dùng miếng bánh đa nem cuộn với các loại rau gia vị và một gắp thịt nhệch cuộn chặt lại rồi chấm vào bát dấm. Gỏi nhệch có thể ăn cùng với bánh đa vừng.

## Gỏi nhệch Nghĩa Hưng
Tại các huyện phía nam tỉnh Nam Định trong đó có Nghĩa Hưng thì câu thành ngữ "Chim gà cá nhệch" nói lên rằng trong các loài cá thì nhệch ngon đầu bảng.
Cá nhệch được xử lý bằng cách ngâm nước muối, dùng lá lúa tuốt sạch cho hết nhớt. Mật nhệch được pha vào rượu và xương được róc để làm món rán giòn nhắm rượu. Thịt nhệch róc ra rồi dùng giấy bản lau sạch, thái nhỏ dọc thớ, ướp với riềng, thính gạo rang và nước nghệ tươi. Riêng loại nhệch nghệ có thịt màu vàng nên không cần ngâm nước nghệ.
Để gỏi nhệch thêm ngon, người ta dùng thính gạo tám xoan trộn với thính bột đậu xanh và tẩm riềng đã rửa sạch, giã nhỏ.

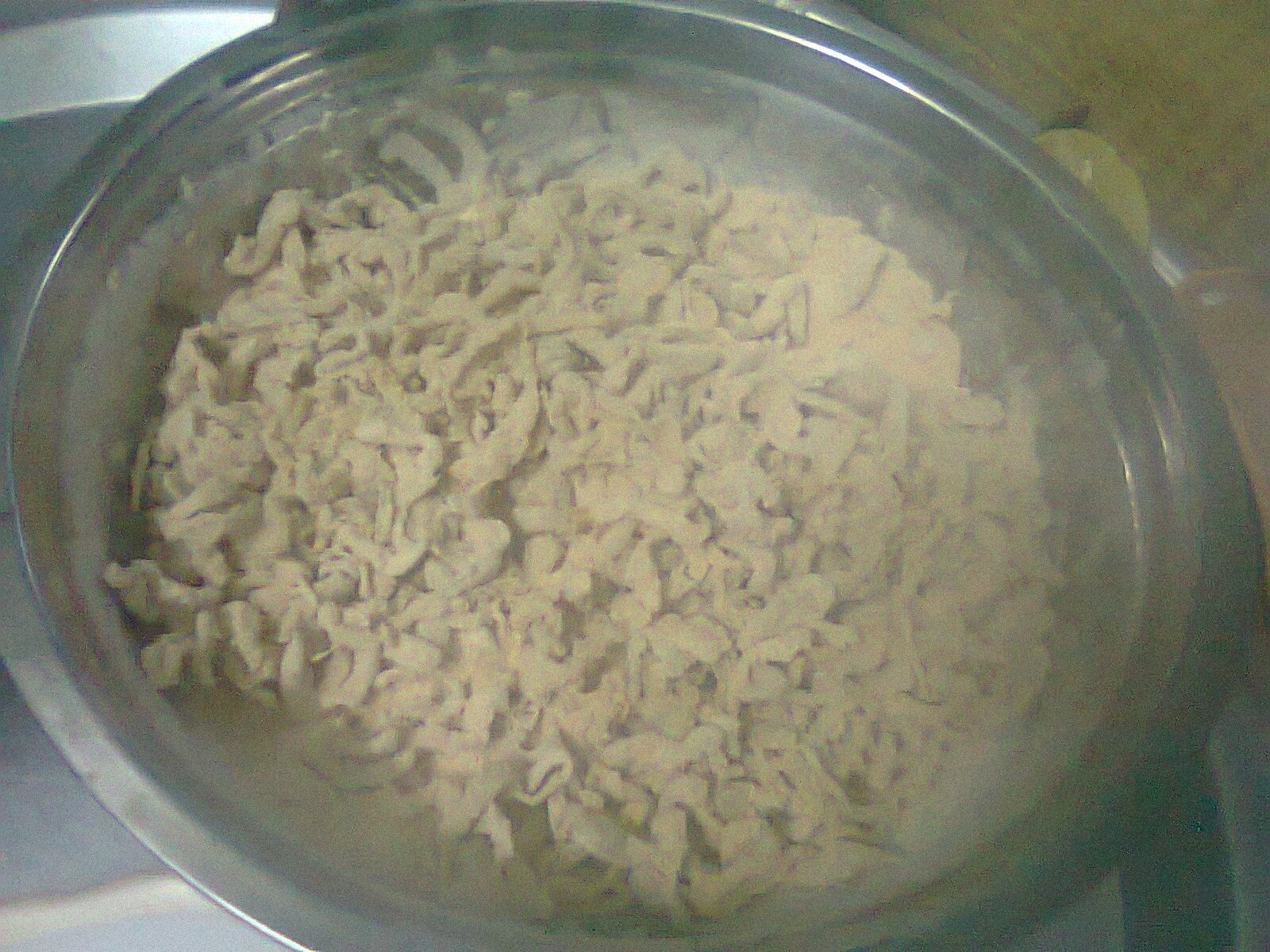
Gỏi nhệch Nga Sơn

## Gỏi nhệch Kim Sơn
Tại Kim Sơn, Ninh Bình, da cá được rán giòn để cuộn với gỏi.
Gỏi nhệch ở đây được ăn kèm nhiều loại rau, gia vị như lá sung, lá ổi, lá đinh lăng, lá lộc vừng, lá mơ, khế chua, lá vọng cách. Người ta quấn các loại lá ấy thành một chiếc phễu, cho thịt nhệch vào, quết nước chẻo lên, thêm vài hạt muối trắng, vài lát hành khô và có thể thêm lát ớt tươi rồi gói lại.
Ngoài chẻo, món gỏi nhệch Ninh Bình còn dùng nước chấm được làm từ nước mắm, gừng tươi, tỏi, ớt, mì chính, hạt tiêu hoặc chấm với mắm tôm.

## Gỏi nhệch Nga Sơn
Tại huyện Nga Sơn, Thanh Hóa, thịt cá nhệch sau khi cắt lát thì được ngâm với hỗn hợp nước chanh, riềng băm, sả băm trong khoảng 5 phút. Sau đó vắt thịt cá nhệch thật khô rồi mới trộn cùng thính gạo rang.

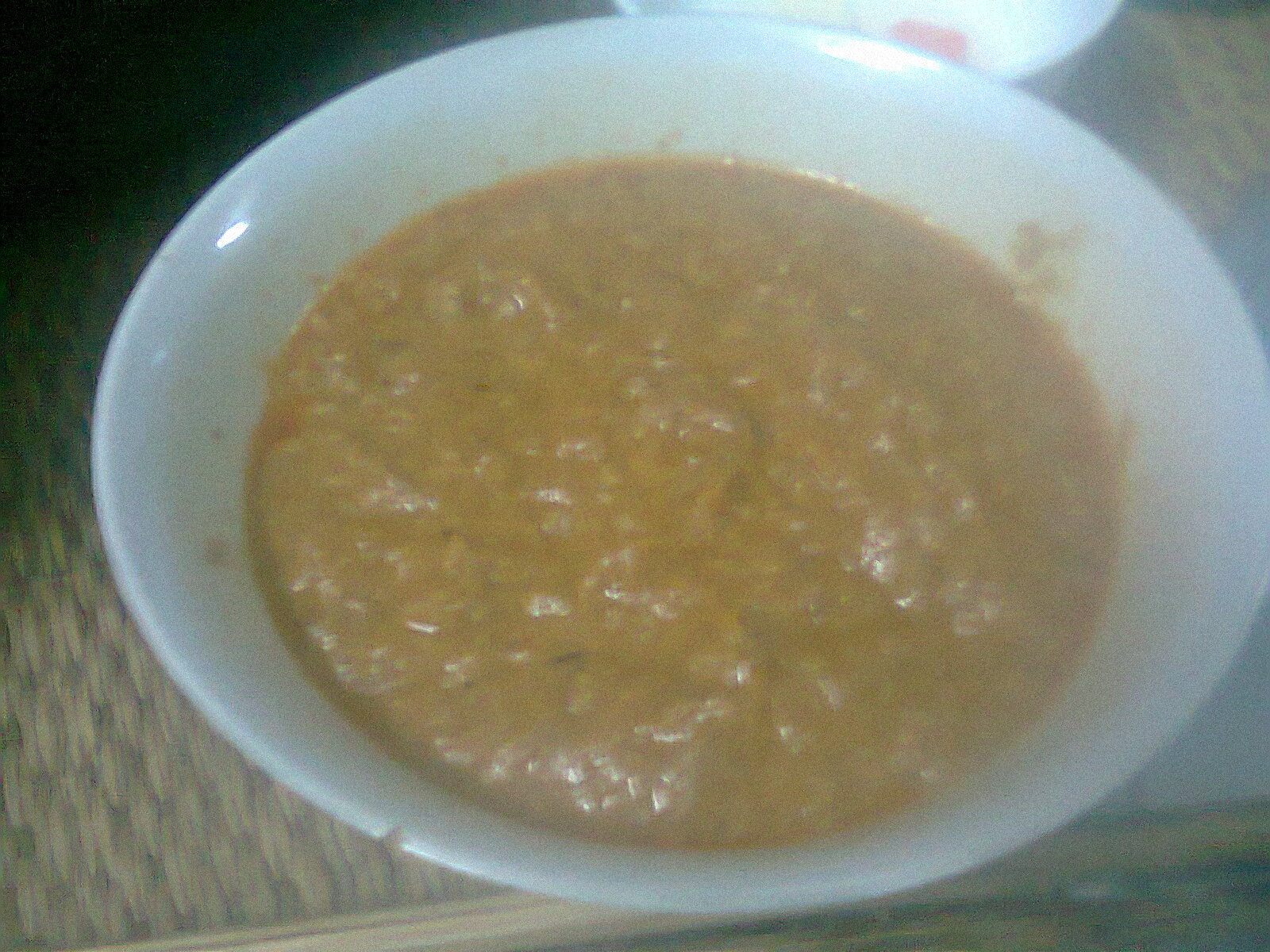
Chẻo dùng để chấm gỏi nhệch Nga Sơn

Da và xương nhệch được rán giòn, rồi cho xay nhuyễn với vỏ quýt khô sau đó mới đun thành chẻo. Thứ nước chấm sền sệt này cùng với các loại gia vị đã tạo nét đặc sắc cho gỏi nhệch Nga Sơn.
Gỏi nhệch không dùng bánh đa nem để cuốn mà dùng các loại lá như lá sung, lá lộc nhòn, lá cúc tần, rau ngổ, lá mơ, mùi tàu, đinh lăng, rau má, bạc hà... Cuốn lá sung cùng với các loại lá này thành hình phễu, cho lượng cá nhệch vừa ăn vào, rưới chẻo lên trên và thêm ớt tươi, hành củ tươi, riềng, sả, có thể thêm chút mắm tôm. Cuối cùng, đậy lên bằng miếng bánh đa nhỏ đậy cái phễu lại và ăn cả miếng phễu này.
Gỏi nhệch Nga Sơn có vị bùi, vị thơm, vị mát, vị cay của rau; vị ngọt, vị béo, bùi, ngậy của chẻo; vị mặn vừa phải của mắm tôm; vị cay, nồng, thơm, nóng của riềng, của ớt, của sả; vị bánh đa bùi và giòn tan và cuối cùng là vị ngọt, dai mà giòn của cá nhệch.